# Основание строения
Основание строения — ограниченные по глубине и простиранию массивы грунтов, на которых возводят здания и сооружения.
От собственного веса, приложенных нагрузок и других воздействий они претерпевают вертикальные и горизонтальные перемещения — деформации.
Основания должны рассчитываться по двум группам предельных состояний — по несущей способности и по деформациям. Первая группа требований устанавливает предел прочности, устойчивости, превышение которого может сопровождаться разрушениями конструкций. Вторая группа предельных состояний гарантирует нормальную эксплуатацию сооружения, сохранение его качеств и срока службы, в том числе в случае возникновения осадок, подъемов, прогибов, кренов, углов поворота, колебаний или трещин.
В РФ основания рассчитывают по деформациям во всех случаях, за исключением указанных в 5.6.52 СНиП 2.02.01-83*, а по несущей способности —  в случаях, указанных в 5.1.3 СНиП 2.02.01-83*.

## Основные сведения
Основание, фундамент и наземная несущая конструкция здания или сооружения неразрывно связаны и взаимодействуют, поэтому рассматриваются как единая система.